# 玛格丽特·斯佩林斯
玛格丽特·斯佩林斯（Margaret Spellings，1957年11月30日—），美国政治家，美国共和党成员，前美国教育部长（2005年至2009年）。